# Saint-Menge
Saint-Menge é uma comuna francesa na região administrativa do Grande Leste, no departamento de Vosges. Estende-se por uma área de 6.67 km². Em 2010 a comuna tinha 128 habitantes (densidade: 19,2 hab./km²).